# Region soudržnosti Jihovýchod
Jihovýchod je region soudržnosti v Česku. Jedná se o statistickou oblast Eurostatu úrovně NUTS 2. Jeho území je tvořeno Jihomoravským krajem a Krajem Vysočina.
Oblast má rozlohu 13 982 km² a na jejím území žije přibližně 1,74 milionu obyvatel.

## Členění regionu
| (CZ-)NUTS 2                                                       | (CZ-)NUTS 2                | NUTS 3            | NUTS 3 | LAU 1                  | LAU 1  |
| region soudržnosti                                                | kód                        | kraj              | kód    | okres                  | kód    |
| ----------------------------------------------------------------- | -------------------------- | ----------------- | ------ | ---------------------- | ------ |
| Jihovýchod                                                        | CZ06                       | Kraj Vysočina     | CZ063  | Okres Havlíčkův Brod   | CZ0631 |
| Jihovýchod                                                        | CZ06                       | Kraj Vysočina     | CZ063  | Okres Jihlava          | CZ0632 |
| Jihovýchod                                                        | CZ06                       | Kraj Vysočina     | CZ063  | Okres Pelhřimov        | CZ0633 |
| Jihovýchod                                                        | CZ06                       | Kraj Vysočina     | CZ063  | Okres Třebíč           | CZ0634 |
| Jihovýchod                                                        | CZ06                       | Kraj Vysočina     | CZ063  | Okres Žďár nad Sázavou | CZ0635 |
| Jihovýchod                                                        | CZ06                       | Jihomoravský kraj | CZ064  | Okres Blansko          | CZ0641 |
| Jihovýchod                                                        | CZ06                       | Jihomoravský kraj | CZ064  | Okres Brno-město       | CZ0642 |
| Jihovýchod                                                        | CZ06                       | Jihomoravský kraj | CZ064  | Okres Brno-venkov      | CZ0643 |
| Jihovýchod                                                        | CZ06                       | Jihomoravský kraj | CZ064  | Okres Břeclav          | CZ0644 |
| Jihovýchod                                                        | CZ06                       | Jihomoravský kraj | CZ064  | Okres Hodonín          | CZ0645 |
| Jihovýchod                                                        | CZ06                       | Jihomoravský kraj | CZ064  | Okres Vyškov           | CZ0646 |
| Jihovýchod                                                        | CZ06                       | Jihomoravský kraj | CZ064  | Okres Znojmo           | CZ0647 |
| \| Region soudržnosti Jihovýchod \| LAU 1 v regionu Jihovýchod \| |                            |                   |        |                        |        |
| Region soudržnosti Jihovýchod                                     | LAU 1 v regionu Jihovýchod |                   |        |                        |        |